# Wupatkiite
La wupatkiite è un minerale appartenente al gruppo dell'alotrichite.